# Roboexotica
Die Roboexotica (auch: Roböxotica) ist ein seit 1999 in Wien stattfindendes Festival für Cocktail-Robotik. Künstler, Forscher, Techniker und Bastler aus der ganzen Welt kommen einmal jährlich in Wien zusammen, um Roboter und Apparaturen zu präsentieren, die Cocktails mixen oder servieren können. Das Festival wird von der Gruppe monochrom in Kooperation mit Shifz veranstaltet. Johannes Grenzfurthner und Günther Friesinger sind derzeit Leiter der Veranstaltung.
Das Festival wurde in zahlreichen internationalen Medien wie Slashdot, Wired News, Reuters, New York Times, CNet, Boing Boing und New Scientist präsentiert.

## Geschichte
Ab 1993 veröffentlichte die Kunst- und Technologiegruppe monochrom (Johannes Grenzfurthner, Franz Ablinger) eine alternative Print- und Online-Zeitschrift, die u. a. Baupläne für interessante Heimwerkerprojekte (z. B. einen DIY-Isolationstank oder eine Rakete aus einem Büro-Wasserkühler) publizierte. monochrom veröffentlichte auch etliche Artikel und Broschüren, die die „uninspirierte und martialische“ Maschinenkultur kritisierten. So machte sich die Gruppe etwa über die Maschinenkunstgruppen Survival Research Labs und etoy lustig. monochrom setzte sich für einen spielerischeren Umgang mit Robotern ein, wobei sie insbesondere forderten, dass Roboter „mit uns feiern, nicht für uns arbeiten“ sollten. Ende der 1990er präsentierten Magnus Wurzer und Chris Veigl (von der Gruppe Shifz) in einem kleinen Punklokal in Wien selbstgebaute Cocktailroboter. monochrom präsentierte vorerst Performances und Roboter bei der Roboexotica, wurde aber ab 2002 Mitveranstalter und durch die Kooperation wurde das Event in ein internationales Festival umgewandelt.
Die Roboexotica wurde auch als Gastfestival 2008 und 2009 zusätzlich in San Francisco abgehalten und inspirierte das Tochterfestival Barbot.
Im Jahre 2020 wurde das Festival während des Corona-Lockdowns in Wien in ein dreitägiges Lieferservice umgestellt, das Live gestreamt wurde. Viele internationale Gäste wurden von Moderator Johannes Grenzfurthner für Interviews zugeschalten, während die Cocktailroboter per Auto zu interessierten Kunden gebracht wurden. Das Konzept wurde im Lockdown 2021 fortgesetzt.
2022 wurde Roboexotica eingeladen die Eröffnungsparty auf dem Fantastic Fest in Austin, Texas mit Cocktailrobots zu bespielen.

## Philosophie
Die Vorgabe „Cocktails mixende Roboter“ ist ein ironisch gebrochenes Statement. Die Veranstaltung setzt sich neben der praktischen Präsentation von Maschinen auch auf philosophischem Niveau mit Technologie-Hypes, Wissenschaftsgläubigkeit, Techniksoziologie und der historischen Veränderung von Technikpräsentation und -vermarktung auseinander. V. Vale beschrieb die Roboexotica als einen „ironische[n] Versuch, den Techno-Triumphalismus zu kritisieren und technologische Hypes zu sezieren“.

## Wettbewerb
Der bei diesem Festival verliehene Annual Cocktail Robot Award (ACRA) prämiert die Fähigkeiten in folgenden Kategorien:
- serving cocktails (Servieren von Cocktails)
- mixing cocktails (Mischen)
- bartending conversation (Führen von Bargesprächen)
- 3D printed paraphernalia (Drucken eines im Umfeld von Bars und Cocktails verwendbaren Gegenstandes)
- bar food (Herstellung von Lebensmitteln/Gerichten)
- other achievements in the sector of cocktail culture (andere Verdienste in der Cocktail-Kultur)

Als Preis wird eine Statuette von Guzmán vergeben, dem Maskottchen der Veranstaltung.

## Publikationen
- Roboexotica: Beautiful Failure (Herausgegeben von Günther Friesinger, Johannes Grenzfurthner, Franz Ablinger, edition mono, Wien, 2025)